# Ercandize
Ercan Kocer (ur. 12 kwietnia 1978 roku), lepiej znany jako Ercandize – niemiecki raper, tureckiego pochodzenia. Nagrywał dla wytwórni Optik Records.

## Dyskografia
Albumy
- Kinderspiel - Leichter getan als gesagt (jako ABS; #46) (2001)
- Optik Takeover (oraz Kool Savas & Optik Army; #8)) (2006)
- Verbrannte Erde (#71) (2007)
- Uppercut (2012)

Minialbumy
- Willkommen im Dschungel (2004)

Mixtape
- Best Of Ercandize Vol. 1 (2004)
- Ear 2 The Street (oraz DJ Katch) (2004)
- Ear 2 The Street Vol.2 (oraz DJ Katch) (2005)
- La Haine - Sie Nannten Ihn Mücke (2006)

Single
- "08-15/Focus" (jako ABS) (1999)
- "Mathematik/Klarkomm'" (jako ABS) (2000)
- "Weisst Du…?" (jako ABS; oraz Creutzfeldt & Jakob, Dike & OnAnOn) (2000)
- "Das ist OR" (oraz Kool Savas & Optik Army; #28) (2006)
- "Komm mit mir" (oraz Kool Savas; #26) (2006)
- "Verbrannte Erde" (2007)

Pozostałe
- "Lava-Rhymes" (Juice, CD #63) (2006)
- "Komplett Geboxt" (oraz Separate; Juice, CD #65) (2006)
- "Represent" (Juice, CD #72) (2007)
- "Im Studio" (oraz Lakmann) (2007)
- "Wer ist es" (oraz Kool Savas & Lakman) (2007)
- "Was Ich Habe" (oraz Lakmann) (2007)
- "Nie Mehr" (oraz Kool Savas & Caput) (2007)